# Союз українських емігрантських організацій у Франції
Союз українських емігрантських організацій у Франції — громадська організація, заснована 1925 в Парижі як централя для всіх українських громадських організацій у Франції.
Поступово від Союзу українських емігрантських організацій у Франції відійшли радянофільський СУГУФ, Українська громада у Франції (М. Шаповала), потім націоналістичний Український народний союз, так що у 1930-их років Союз українських емігрантських організацій у Франції об'єднував тільки ті громадські організації, які були пов'язані з екзильним урядом УНР.
На той час він координував працю 56 громад-гуртків та 7 гуртків Пласту. Спершу Союз видавав «Бюлетень», пізніше містив матеріали у тижневику «Тризуб».
Постійним головою Генеральної Ради Союзу українських емігрантських організацій у Франції був М. Шумицький. Інші діячі: І. Косенко, М. Ковальський, Ю. Бацуца, П. Вержбицький. Союз українських емігрантських організацій у Франції входив до Головної еміграційної Ради, що об'єднувала українські емігрантські організації в Європі. Припинив діяльність 1940.
1946 року членами передвоєнного Союзу українських емігрантських організацій у Франції заснована культурно-допомогова організація Українська громадська опіка у Франції.